# Agouticarpa curviflora
Agouticarpa curviflora là một loài thực vật có hoa trong họ Thiến thảo. Loài này được (Dwyer) C.H.Perss. mô tả khoa học đầu tiên năm 2003.